# Kyōshō
Kyōshō K.K. (jap. 京商株式会社, Kyōshō kabushiki kaisha, engl. Kyosho Corp.) ist ein seit 10. Oktober 1963 operierender japanischer Hersteller von Einsteiger-/Amateur-/Profi-RC-ferngelenkten Modellen aller Klassen und Rubriken sowie Toygrade-Spielzeug und Sammler-Die-Cast-Modellen.
Über 60 Mitarbeiter sind bei Kyosho in Japan angestellt, Niederlassungen befinden sich in den USA (Kalifornien) und Frankreich.
Der Firmensitz befindet sich in Chiyoda, Präfektur Tokio; der mittlerweile alte Geschäftshauptsitz mit hauseigener RC-Car-Rennstrecke befindet sich in Atsugi, Präfektur Kanagawa. Kyosho zählt zu den höherwertigen Preisklassen im RC-Modellbau.
1970 stellte Kyosho den Prototyp des ersten ferngelenkten Modellautos überhaupt im Maßstab 1/8 mit Verbrennungsmotor vor. Zur Lenkung diente eine Futaba-Anlage aus dem Flugmodellbau. Der Name des Fahrzeugs war Dash 1. Kurze Zeit später wurden dann auch die ersten Rennen mit ferngesteuerten Autos innerhalb Japans und später weltweit veranstaltet.

## Chronik von Kyosho
- 1972 – DASH 3 Dune Buggy
- 1977 – 049 Cessna 210 Centurion
- 1979 – ElecRider (Erfindung ferngesteuertes RC-Motorrad)
- 1982 – Scorpion (Erfindung ferngesteuertes RC-Modellauto mit Elektrobürstenmotor 1/10)
- 1982 – Fantom 20EX 4WD (Verbrenner Glattbahn 1/8)
- 1987 – Ultima 1/10 Elektro-Buggy
- 1988 – Concept 30 (ferngesteuerter Verbrenner-RC-Hubschrauber)
- 1991 – Inferno 4WD (Verbrenner-Buggy 1/8)
- 1991 – Erstes RC-Rallygame, Modellauto: Mitsubishi Lancer SUPER 8 Chassis
- 1991 – Erstes RC-1/8-GT-Chassis: Kyosho 1/8 GT
- 1997 – 1. KYOSHO World Cup auf den Philippinen (Manila) mit der längsten RC-Rennstrecke der Welt (folgend USA (Hawaii), Dubai, Frankreich, Deutschland, Österreich, Schweiz etc.)
- 1998 – Kyosho Seawind Yacht
- 1999 – Mini-Z Racer (Größte RC-Detail-Karosserienauswahl)
- 2004 – V-One RRR (Verbrenner Glattbahn 1/10 Modell mit Sirio Motor Combo), folgende Modelle mit abgespeckter Version: FW Series, V-One SR (2009)
- 2006 – Inferno MP 777 (Nachfolger des MP 7.5 und Profiversion der nachkommenden Modelle MP 7.5 Sports / Neo / 2.0 / 3.0 / GT2 mit längerem Radstand)
- 2007 – Fazer Series
- 2009 – MP9 Tki1
- 2009 – Kyosho V-One R4 (Verbrenner Glattbahn 1/10)
- 2011 – XXL Scorpion VE
- 2013 – Kyosho Deutschland in Kaltenkirchen stoppt den Vertrieb in Europa; gezielte Insolvenz durch den deutschen Modellbau- und Spielzeugmanager Bernd Moebus.
- 2013 – Robbe Modellsport übernimmt den Vertrieb von Kyosho Deutschland und ging daraufhin 2015 in Insolvenz. Es wurden alle Produkte zu fast 70 % Preisnachlass über Staufenbiel / Horizon Hobby Mitte Juli aus Insolvenznot verkauft.
- 2016 – Gründung Kyosho Europe; Standort Frankreich mit neuer Website.
- 2018 – Konzernänderungen – Umzug und Neustart der Marke Kyosho mit dem gleichen Namen KYOSHO CORPORATION am Standort Atsugi AXT Main Tower 7F, 3050 Okata Atsugi, Kanagawa 243-0021
- 2019 – Inferno MP10 Tki1

RC-Modelle mit Benzinmotoren im kleineren Maßstab sind laut Kyosho-CEO Katsumi Watanabe in Entwicklung, es existiert ein Flagship Store in Tokio. Kyosho Europe (Frankreich) ist zurzeit für den Vertrieb in Deutschland zuständig.